# Estadio Universitario UES
Estadio Universitario Héroes y Mártires del 30 de Julio de 1975, Universitario UES – stadion piłkarski w mieście San Salvador, w departamencie San Salvador. Obiekt może pomieścić 10 000 widzów, a swoje mecze rozgrywa na nim drużyna CD Universidad de El Salvador. 
Stadion został wzniesiony kosztem 30 tysięcy dolarów amerykańskich przez stołeczną uczelnię Universidad de El Salvador (UES), niedługo po zakończeniu Igrzysk Ameryki Środkowej i Karaibów odbywających się w San Salvador. Universitario jest częścią jednego z największych kompleksów sportowych w Ameryce Łacińskiej, należącego do UES. Po Estadio Cuscatlán i Estadio Jorge "Mágico" González jest trzecim najbardziej pojemnym stadionem w stolicy Salwadoru. W 2010 roku do jego nazwy dodano człon "Héroes y Mártires del 30 de Julio de 1975", mający upamiętnić ofiary masakry salwadorskich studentów z 30 lipca 1975 roku.